# Instituto del Niño y Adolescente del Uruguay
El Instituto del Niño y Adolescente del Uruguay (INAU) es el organismo rector en materia de políticas de infancia y adolescencia en Uruguay con el cometido de promover, proteger o restituir los derechos de los niños y adolescentes.
El Instituto tiene como misión garantizar el ejercicio efectivo de la ciudadanía todos los niños y adolescentes del Uruguay, como corresponde a su calidad de sujeto pleno de derecho. Posicionado como rector de políticas destinadas a promover, proteger o restituir los derechos de niños y adolescentes, articulado en un Sistema Nacional de Infancia en el marco de la Doctrina de la Protección Integral. Tiene en su órbita múltiples funciones que buscan garantizar el ejercicio efectivo de la ciudadanía de niños y adolescentes del país como sujetos plenos de derecho y la implementación de políticas de intervención social.
En 2015 el INAU deja tener bajo su responsabilidad las medidas privativas de libertado, a partir de la creación del Instituto Nacional de Inclusión Social Adolescente (INISA).
Líneas estratégicas para el período de gestión 2015 al 2020
1- Protección Integral a la Primera Infancia y Sistema de Cuidados. 
2- Derecho a la Vida en Familia y Fortalecimiento de las Parentalidades.
3- Vida Libre de Violencias. 
4- Fortalecimiento Institucional 
5- Acceso a Bienes Culturales, Espacios Públicos y Derecho a la Ciudad.
6- Descentralización del Sistema de Responsabilidad Penal Adolescente.
Al primero de marzo de 2018, el INAU alcanzó una cobertura de 91.206 niños y adolescentes en todo el país a través de las diferentes modalidades de atención de su oferta de prestaciones. El 69% corresponde a los niños entre 0 a 5 años, destacándose una significativa concentración en la franja de 0 a 3 años en consonancia con la prioridad dada a la primera infancia.

## Historia
En 1934 se promulgó en Uruguay el Código del Niño y consecuentemente el 6 de abril de 1934 se creó el Consejo del Niño como organismo estatal especializado en atención infantil y velador de los derechos inherentes de los menores. A partir de 1967 la institución adquiere un enfoque técnico orientado a contemplar los diferentes problemas, concentrando la atención de primera infancia en las madres, creando hogares y consultorios así como centros de diagnóstico, capacitación y asistencia. La División de Internados pasó a centralizar y modificar el carácter asilar de los menores internados con la creación de centros de observación y hogares de derivación.
A mediados de 1980 una importante reestructura enfoca la actividad del consejo en la prevención, con un enfoque educativo e interdisciplinario. En 1988 se creó el Instituto Nacional del Menor como servicio descentralizado y sucesor del Consejo del Niño.
En la década de 1990, los cambios en la realidad social, económica y cultural del país contribuyeron a la aparición de familias, niños y jóvenes con alto riesgo social que incidieron en la revisión de la creación y aplicación de políticas de infancia y adolescencia. 
Con la aprobación del Código de la Niñez y la Adolescencia en el año 2005, cambia la concepción jurídica con respecto a la infancia y el Instituto Nacional de Menores pasa a denominarse Instituto del Niño y Adolescente del Uruguay, dicho instituto está relacionado al Poder Ejecutivo a través del Ministerio de Desarrollo Social.

## Programas
El Instituto del Niño y Adolescente del Uruguay implementa su actividad en un amplio despliegue territorial de sus políticas, programas y proyectos. 
El Programa Primera Infancia tiene a su cargo la gestión y supervisión de los Centros de Primera Infancia (creados en el año 1985) tienen como cometido la atención, cuidado y educación de niños desde los 3 meses hasta los 3 años, y el apoyo a sus referentes familiares. Llevan adelante acciones de promoción del desarrollo integral, acceso al arte, la cultura y la recreación, así como promoción de la participación, y el fortalecimiento de las capacidades parentales, en el marco de las redes locales y territoriales.
El Programa Infancia tiene a su cargo los Clubes de Niños, que son centros de integración barrial que atienden en forma integral en contexto territorial, a niños/as de entre 5 y 12 años. 
Tienen como finalidad brindar un espacio de socialización, recreación y aporte al proceso curricular de niños, que favorezca el desarrollo integral en las diferentes áreas, interviniendo sobre los factores condicionantes que dificultan el mismo.  Asimismo busca contribuir a la inclusión y sostenibilidad de las trayectorias educativas.
Promover e instrumentar acciones que propicien el mejoramiento de la calidad de vida de los niños en edad escolar  y su familia, para el desarrollo integral y  la interacción social.
Entre sus objetivos específicos está el de contribuir con el proceso educativo formal de niños favoreciendo la manifestación óptima de sus capacidades y su integración al sistema formal, la disminución del grado de repetición, y la culminación del ciclo primario completo.
El Programa Adolescencia tiene a su cargo los Centros Juveniles se constituyen en espacios de atención integral de tiempo parcial que contribuyen al proceso de inclusión, permanencia y sostén  social de adolescentes entre 12 y 17 años y 11 meses y sus familias. Las propuestas son flexibles, donde se enfatiza los diversos problemas de la población centrados en un servicio único, que busque que cada uno de los adolescentes durante su paso por el Centro, sea sujeto activo de su proceso socio-educativo descubriendo y eligiendo su propio Proyecto de vida en forma responsable. 
Los centros tienen el objetivo de desarrollar  acciones que promuevan la participación de adolescentes y jóvenes en un espacio de socialización orientado a la recreación y a la capacitación, ofreciendo oportunidades que contribuyan al proceso de desarrollo integral de los participantes interviniendo sobre los factores que dificultan el mismo. Asimismo se busca contribuir a la inclusión y sostenibilidad de las trayectorias educativas.
El Programa Familia y Cuidados Parentales y el Programa de Intervenciones Especializadas realizan la supervisión de los centros de protección integral 24 horas. 
Programas Transversales:
El Programa de Participación Infantil y Adolescente (PROPIA) tiene como objetivo la promoción del derecho a la participación de niños y adolescentes. Enmarca actividades tan variadas como talleres de promoción de derechos, congresos departamentales de niños/as y adolescentes, concursos artísticos, capacitación y sensibilización de adultos y adolescentes sobre participación y derechos del niño/a. 
El PROPIA convoca en cada departamento a diversas instituciones y conforma grupos heterogéneos de niños de 8 a 12, y adolescentes de hasta 17 años, gracias al trabajo de los promotores de participación, funcionarios de INAU, convenios, y colaboradores de otras Instituciones. 
El Sistema Integral de Protección a la Infancia y a la Adolescencia contra la Violencia (SIPIAV) tiene por cometido primordial abordar, de manera conjunta e integral, la violencia dirigida contra niños y adolescentes, está presidido por el Instituto del Niño y el Adolescente del Uruguay (INAU), lo integra el Ministerio de Desarrollo Social (MIDES), el Ministerio de Salud Pública (MSP), la Administración de Servicios de Salud del Estado (ASSE), el Ministerio del Interior, la Administración Nacional de Educación Pública (ANEP), y cuenta con el apoyo de UNICEF.
En su Comité de Gestión integran el Poder Judicial, el Ministerio Público y Fiscal, OSCs en convenio con INAU para atención de la problemática.
SIPIAV  cuenta con 27 Comités de Recepción Local (CRL), en todo el país, que abordan las situaciones desde el territorio de forma interinstitucional, con enfoque de sistema. 
El Comité Nacional para la Erradicación de la Explotación Sexual Comercial y No Comercial de la Niñez y la Adolescencia (CONAPEES) es un órgano colegiado intersectorial cuyo objetivo primordial es planificar y proponer una política de carácter público y de diseño focalizado en el área de la explotación sexual de la niñez y la adolescencia. Fue creado en el año 2004 por decreto presidencial y funciona en la órbita del Instituto del Niño y Adolescente del Uruguay quien ejerce la presidencia y la secretaría administrativa. 
 
Por otra parte el instituto tiene programas de carácter regulatorio e inspectivo. Junto a la implementación de servicios como los mencionados, INAU cumple tareas de carácter regulatorio e inspectivo en el campo del trabajo infantil, espectáculos públicos y medios de comunicación. 
El Departamento de Inspección Nacional del Trabajo Infantil y Adolescente tiene el cometido de controlar y fiscalizar el cumplimiento de las normas a través de una metodología pedagógica en materia laboral, incorporando la investigación y el asesoramiento, con un enfoque prioritariamente correctivo y preventivo antes que represivo y sancionatorio. Realiza visitas inspectivas en todo el territorio nacional, y dentro de su accionar, verifica el puesto de trabajo, evalúa el riesgo, investiga accidentes y denuncias, fiscaliza el cumplimiento de la normativa legal vigente, controla la asignación de tareas, el correcto desempeño de la misma, la duración de la jornada laboral; detecta, orienta y deriva situaciones de trabajo infantil , así como situaciones de explotación sexual con fines comerciales, o acoso laboral, para dar cumplimiento a un abordaje integral. 
El departamento de Espectáculos Públicos regula y fiscaliza la participación de niños y adolescentes en los espectáculos públicos; así como el cumplimiento de la prohibición de la venta o provisión a niños y adolescentes de: armas, municiones, bebidas alcohólicas, u otras sustancias que puedan significar un peligro o crear dependencia física o psíquica. Califica los contenidos de obras cinematográficas, teatrales y/o similares previamente a su exhibición pública. Autoriza la participación de niños y adolescentes en deportes de riesgo. Controla los contenidos expuestos en los diferentes medios masivos de comunicación en el marco de la Ley de Servicios de Comunicación Audiovisual.

## Directores
| Nombre             | Período       |
| ------------------ | ------------- |
| Víctor Giorgi      | (2005 - 2009) |
| Nora Castro        | (2009 - 2010) |
| Javier Salsamendi  | (2010 - 2015) |
| Marisa Lindner     | (2015 - 2020) |
| Pablo Abdala       | (2020 - 2023) |
| Guillermo Fossatti | (2023-act.)   |